# Эль-Баха (административный округ)
Эль-Ба́ха (араб. ٱلْبَاحَة‎) — самый маленький административный район на юго-западе Саудовской Аравии.
- Административный центр — город Эль-Баха.
- Площадь — 9 921 км², население — 411 888 человек (2010 год).[1]

## География
На востоке граничит с административным округом Асир, на севере, западе и юге с административным округом Мекка.

## Климат
| Показатель                    | Янв. | Фев. | Март | Апр. | Май  | Июнь | Июль | Авг. | Сен. | Окт. | Нояб. | Дек. | Год  |
| ----------------------------- | ---- | ---- | ---- | ---- | ---- | ---- | ---- | ---- | ---- | ---- | ----- | ---- | ---- |
| Средний суточный максимум, °C | 22,5 | 24,5 | 26,6 | 29,1 | 32,7 | 35,3 | 35,2 | 35,5 | 33,6 | 29,5 | 26,3  | 23,6 | 29,5 |
| Средняя температура, °C       | 16,1 | 18,1 | 20,2 | 22,9 | 26,3 | 28,9 | 28,9 | 29,2 | 27,4 | 23,0 | 19,7  | 17,0 | 23,1 |
| Средний суточный минимум, °C  | 9,7  | 11,6 | 13,9 | 16,6 | 19,9 | 22,5 | 22,7 | 22,9 | 21,2 | 16,6 | 13,1  | 10,4 | 16,7 |
| Норма осадков, мм             | 10,5 | 1,0  | 15,9 | 35,0 | 24,1 | 5,9  | 11,5 | 10,6 | 2,8  | 7,0  | 7,8   | 3,9  | 136  |
| Источник:                     |      |      |      |      |      |      |      |      |      |      |       |      |      |

## Административное деление
Административный округ делится на 7 мухафаз (в скобках население на 2010 год):
- Al Aqiq (47 235)
- Al Bahah (103 411)
- Al Mandag (35 629)
- Al Mukhwah (70 664)
- Al Qara (31 380)
- Biljurashi (65 223)
- Qilwah (58 246)

## Администрация
Во главе административного округа (провинции) стоит наместник с титулом эмира, назначаемый королём из числа принцев династии Аль Сауд.

### Эмиры
Эмиры минтаки (губернаторы провинции):
- 1962—1977: Сауд ибн Абдулрахман ибн Турки аль Судайри
- 1977—1987: Ибрагим ибн Абдул-Азиз аль Ибрагим
- 1987—2010: принц Мухаммад Аль Сауд, сын короля Сауда
- 2010—2017: принц Мишари ибн Сауд, сын короля Сауда
- 2017—наст.время: принц Хуссам ибн Сауд, сын короля Сауда